# 川主

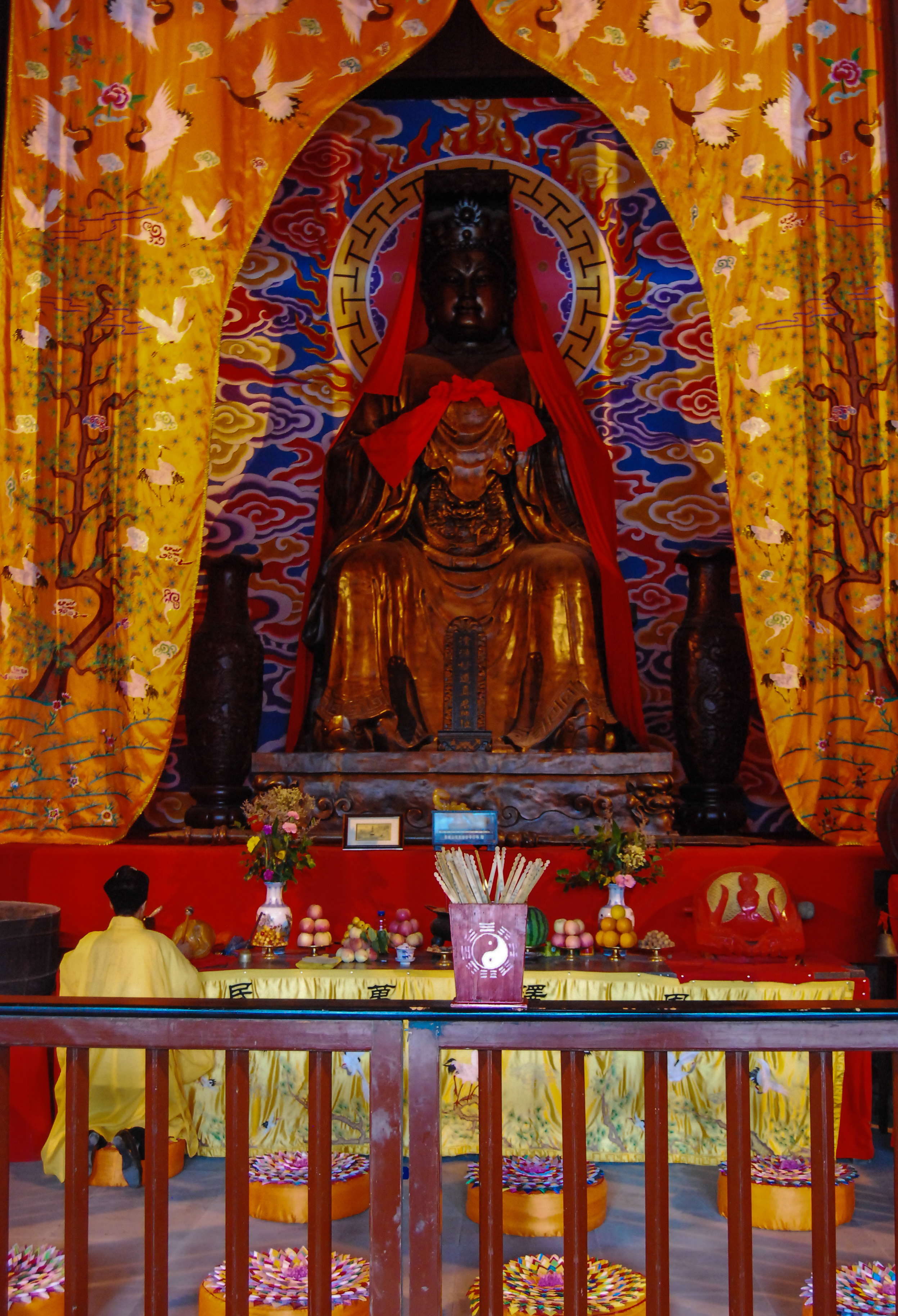
都江堰二王庙内奉李冰之子二郎像

川主，即灌口二郎、二郎神、清源妙道真君、万天川主、惠民大帝，是流行于中国巴蜀地区（四川省及重庆市一带）以及其它巴蜀移民聚居地的重要民间信仰，起源于唐朝及之前四川地区对于秦蜀郡太守李冰及其次子李二郎的信仰崇拜，是一种以巴蜀治水文化为核心内容的民间信仰，以求川主保佑巴蜀免于水旱灾害。川主信仰的祭拜场所是川主庙（亦称为川主宫、川王宫、二郎庙、清源宫、万天宫、惠民宫等）。明清以来，川主成为了四川本土乡神，清朝川主庙遍布四川省（含今重庆市）内各州县，有方志记载的便超过500处。在川渝之外的川主庙则同时还兼有川人会馆的功能。川主信仰三教合一，其中又受道教影响最深。
川主的祭祀活动分为官祭和民祭。都江堰每年举行的清明放水节继承了始于北宋的官祭传统，在砍杩槎放水入内江以供成都平原春灌的同时祭祀李冰父子。而民祭则主要是以庙会的形式。每年六月二十四李二郎生日及六月二十六日李冰生日，四川、重庆各地都会举行“川主会”以纪念李冰父子。川主信仰集儒家、道教和佛教等元素为一体。

## 历史源流
李冰曾在蜀地为官治水，其事迹后世在巴蜀地区广为流传。宋朝之前，蜀地对李冰的崇拜逐步完成了由人向神的转变。《史记·河渠书》中有关于李冰作为官员在蜀治水的记载。而最迟到东汉，李冰就已经被官方视为神灵，东汉《风俗通》中有李冰化身为牛战胜江神的记载，此后四川流行的斗牛表演便是为了纪念李冰。南齐时期，益州刺史刘季连在都江堰渠首建崇德庙，专祭李冰。此后蜀地每逢水患，蜀地民众对于李冰的崇拜便会进一步升级。唐大和五年有李冰化身为龙与恶龙在灌口相斗以避西蜀水患的传说，前蜀武成三年也流传有李冰斗江神保京口（即宝瓶口），使京城成都免受洪灾的传说。
自前后蜀时期起，李冰信仰进一步发展成为了二郎神信仰。以青城山为核心的西蜀道家势力为了争夺灌口李冰庙食，而塑造出了李冰次子李二郎的形象，并将其演绎成为二郎神。北宋东京汴梁每逢六月二十四二郎神生日，也会举行国家级的盛大庆典，将二郎神信仰推广到了北宋全国。不过，随着二郎神崇拜的兴盛，可能是为了彻底摆脱李二郎中残存的李冰的影子，道家又创造出了赵二郎——赵昱。赵昱为隋朝嘉州（治今樂山）太守，相傳他在任上時“斬蛟除害”，平定水患。民间逐渐将李二郎的事迹附会于赵二郎之上，加之赵二郎被官方封为“清源妙道真君”，至北宋中后期赵二郎影响力逐步增大，大有压倒李二郎之势。
然而元朝之后，受到戏曲话本小说的大肆渲染，在中国全国范围内，杨二郎杨戬取代了赵二郎、李二郎的地位，成为中国近代民间流传最广、影响最大的二郎神。同时，加之二郎神在部分地方又被附会讹传为邓遐、张仙等人，基于李二郎、赵二郎治水传说的二郎神信仰又退回四川地区，并在明清逐步发展成为集儒家、道教和佛教等元素为一体，成熟的“川主”信仰。因为在四川盆地及其周边河流湍急、易发生洪灾，但同时交通、農業对河流的依赖性却又极大，因此治水文化影响深厚。清雍正五年朝廷敕封李冰父子，之后奉李冰父子为川主成为四川地区的主流，川主还逐步演化为四川的地方守护神。

### 與祆教的關聯

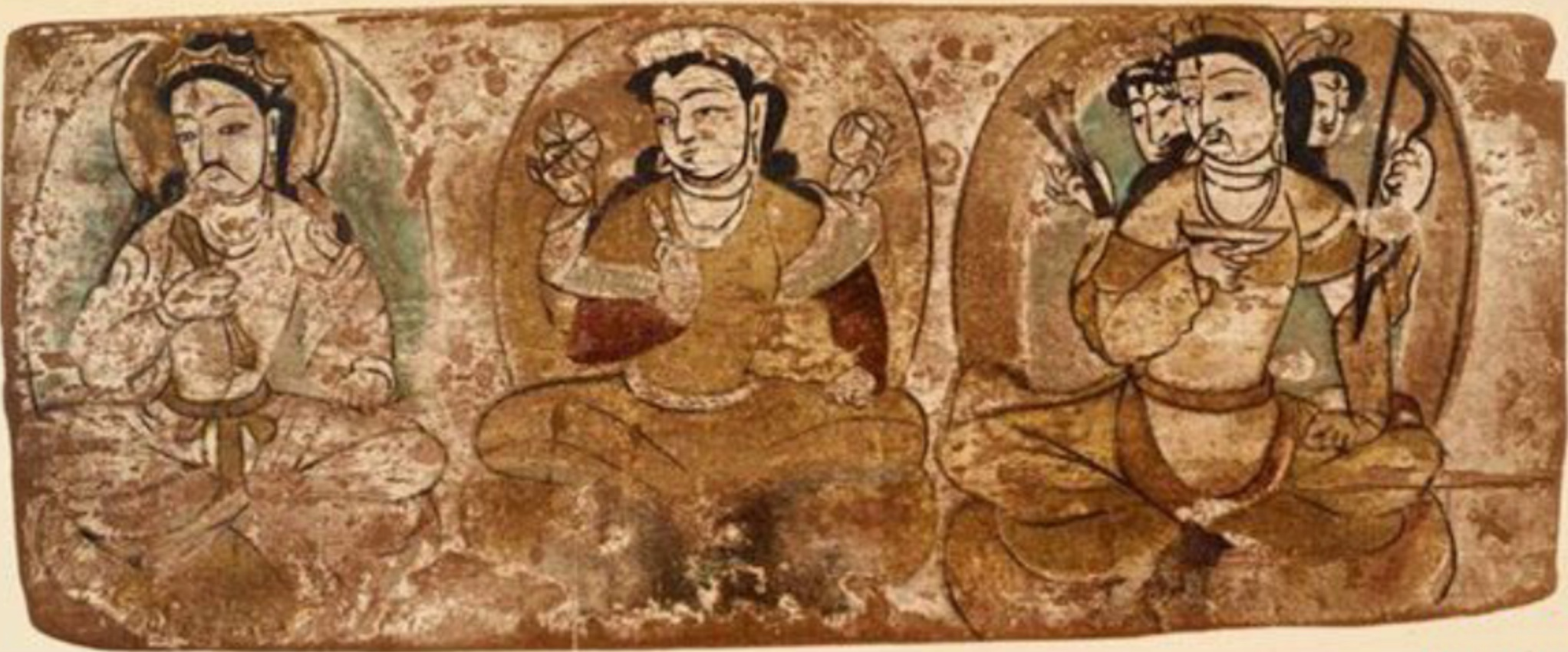
丹丹烏里克出土的祆神木版畫，根據德國考古學家馬庫斯·莫德的說法，從左到右依次為阿胡拉·馬茲達、娜娜 (巴克特里亞女神)和風神維施巴加。

《十國春秋》記載，前蜀皇帝王衍「披金甲，冠珠帽，持弓矢而行。百姓望之，謂如灌口祆神。」唐末五代時灌口便有披甲持弓的神像，便是由這條史料獲知。中山大學教授黎國韜考證此「祆神」即波斯的火祆教神祇，他在《二郎神之祆教來源》一文中認為，二郎神之形象：三眼、手持三尖兩刃槍、牽一哮天犬、可以變化成三頭六臂，與粟特祆教風神維施巴加正相一致。維施帕卡的形像為：三頭六臂、身披甲裝、手執山型叉、臂上畫有尖齒犬頭，與文學描寫中二郎神形像極為相似，這是祆神與灌口二郎神有關之一證。故推測二郎神之原型應是隋唐時從西域傳入中原的波斯神靈，其後才逐漸本土化。且十國前後蜀人信奉火祆教，其形像又與元明清以來小說、戲曲中之二郎神相似，表明祆神形像對二郎神形像之形成有很大影響。

## 祭祀
川主的祭祀活动分为官祭和民祭。都江堰每年举行的清明放水节继承了始于北宋的官祭传统，在砍杩槎放水入内江以供成都平原春灌的同时祭祀李冰父子。而民祭则主要是以庙会的形式。每年六月二十四李二郎生日及六月二十六日李冰生日，四川、重庆各地都会举行“川主会”以纪念李冰父子，會在街市中舉行迎神、社火等慶典活動。现存的川主会有四川都江堰二王庙会、夹江二郎庙会、重庆江津塘河川主庙会和石蟆川主庙会等。在四川、重庆及其周邊地區過去流行的儺壇（三圣坛）之中，也将川主同土主、药王（合称“三圣”）同时供奉为坛神。

## 川主庙
川主庙的选址一般有三种类型：一是在人口稠密的场镇之中，这类会馆部分还兼做四川土著人士会馆；二是在山顶，作为向川主祈雨的场所；三是在河渠岸边，以求镇压水怪、防止水患，同时兼有纪念李冰父子治水功绩的含义。清朝川主庙曾遍布四川省（含今重庆市）内各州县，有方志记载的便超过500处，其中尤以岷江、沱江、川江流域的原嘉定府、成都府、叙州府、重庆府、雅州府、眉州、邛州、资州和泸州等地最为密集。时至今日，“川主”（如川主庙街、川主街、川主村等）仍是四川、重庆一带最常见的地名之一。

### 现存川主庙
现存川主庙分布于四川、重庆、贵州、云南等省市，其中包括9处全国重点文物保护单位（二王庙、伏龙观、新场川王宫、福宝清源宫、铜仁川主宫、思南川主宫、旧州万天宫、会泽川主庙和瓦房店川主馆）和10处省级文物保护单位。各处川主庙保存现状迥异，部分保存完好，而另一部分则十分残破，甚至有坍塌或者被拆除的危险。

#### 全国重点文物保护单位
| 名称                      | 地点           | 保护级别                              | 时代   | 注释                       | 图片 |
| ------------------------- | -------------- | ------------------------------------- | ------ | -------------------------- | ---- |
| 二王庙                    | 四川省都江堰市 | 全国重点文物保护单位 （都江堰）       | 清     | 世界文化遗产都江堰组成部分 |      |
| 伏龙观                    | 四川省都江堰市 | 全国重点文物保护单位 （都江堰）       | 清     | 世界文化遗产都江堰组成部分 |      |
| 新场川王宫                | 四川省大邑县   | 全国重点文物保护单位                  | 1926年 |                            |      |
| 福宝清源宫                | 四川省合江县   | 全国重点文物保护单位 （福宝古建筑群） | 明-清  |                            |      |
| 铜仁川主宫                | 贵州省铜仁市   | 全国重点文物保护单位 （东山古建筑群） | 明     |                            |      |
| 思南川主宫                | 贵州省思南县   | 全国重点文物保护单位 （思唐古建筑群） | 明     |                            |      |
| 旧州万天宫 （旧州川主庙） | 贵州省黄平县   | 全国重点文物保护单位 （旧州古建筑群） | 清     |                            |      |
| 瓦房店川主馆              | 陕西省紫阳县   | 全国重点文物保护单位 （瓦房店会馆群） | 清     |                            |      |
| 会泽川主庙                | 云南省会泽县   | 全国重点文物保护单位 （会泽会馆）     | 清     |                            |      |

#### 省级文物保护单位
| 名称                    | 地点               | 保护级别                            | 时代    | 注释     | 图片 |
| ----------------------- | ------------------ | ----------------------------------- | ------- | -------- | ---- |
| 洛水川主庙              | 四川省什邡市       | 四川省文物保护单位                  | 清-民国 |          |      |
| 顾县川主庙              | 四川省岳池县       | 四川省文物保护单位                  | 清      |          |      |
| 白鹿清源宫              | 四川省合江县       | 四川省文物保护单位 （白鹿古建筑群） | 清      |          |      |
| 双桂万天宫 （田坝会馆） | 四川省南充市嘉陵区 | 四川省文物保护单位                  | 清      |          |      |
| 西河川主庙              | 重庆市铜梁区       | 重庆市文物保护单位                  | 清      |          |      |
| 石蟆清源宫              | 重庆市江津区       | 重庆市文物保护单位                  | 清      |          |      |
| 东溪万天宫              | 重庆市綦江区       | 重庆市文物保护单位 （东溪古建筑群） | 清      |          |      |
| 龚滩川主庙              | 重庆市酉阳县       | 重庆市文物保护单位 （龚滩古建筑群） | 清      |          |      |
| 道真万天宫              | 贵州省道真县       | 贵州省文物保护单位                  | 清      |          |      |
| 沙市川主宫              | 湖北省荆州市沙市区 | 湖北省文物保护单位 （川主宫戏楼）   | 清      | 仅存戏楼 |      |

#### 其它
| 名称         | 地点                 | 保护级别                              | 时代   | 注释                                                 | 图片 |
| ------------ | -------------------- | ------------------------------------- | ------ | ---------------------------------------------------- | ---- |
| 夹江二郎庙   | 四川省夹江县         | 乐山市文物保护单位 （二郎庙山野公园） | 清     |                                                      |      |
| 自流井川主庙 | 四川省自贡市自流井区 | 自贡市文物保护单位                    | 清     |                                                      |      |
| 回龙坳川主庙 | 四川省自贡市大安区   |                                       | 清     |                                                      |      |
| 代寺川主庙   | 四川省富顺县         |                                       | 清     |                                                      |      |
| 狮市川主庙   | 四川省富顺县         |                                       | 清     | 仅存右侧走廊、戏台                                   |      |
| 响石川主庙   | 四川省隆昌县         | 内江市文物保护单位                    | 清     |                                                      |      |
| 宜宾川主庙   | 四川省宜宾市翠屏区   |                                       | 清     |                                                      |      |
| 古柏川主庙   | 四川省宜宾县         | 宜宾县文物保护单位                    | 清     |                                                      |      |
| 广汉川王宫   | 四川省广汉市         | 广汉市文物保护单位                    | 清     | 仅存大殿                                             |      |
| 洛水大王庙   | 四川省什邡市         | 什邡市文物保护单位                    | 清     |                                                      |      |
| 板桥口二郎庙 | 四川省通江县         | 巴中市文物保护单位                    | 清     | 庙内红军石刻标语为国保单位通江红军石刻标语群组成部分 |      |
| 宏桥二郎庙   | 四川省西充县         | 西充县文物保护单位                    | 清     |                                                      |      |
| 过街楼川主庙 | 四川省汶川县         | 汶川县文物保护单位                    | 明     |                                                      |      |
| 飞仙关二郎庙 | 四川省芦山县         | 芦山县文物保护单位                    | 清     |                                                      |      |
| 泸定二郎庙   | 四川省泸定县         |                                       | 清     |                                                      |      |
| 仓库川主庙   | 四川省甘洛县         | 甘洛县文物保护单位                    | 清     |                                                      |      |
| 挖尔普川主庙 | 四川省甘洛县         | 甘洛县文物保护单位                    | 清     |                                                      |      |
| 塘河清源宫   | 重庆市江津区         | 江津区文物保护单位                    | 清     |                                                      |      |
| 稿子清源宫   | 重庆市江津区         |                                       | 清     |                                                      |      |
| 白沙川主庙   | 重庆市江津区         |                                       | 明     |                                                      |      |
| 高牙川主庙   | 重庆市江津区         |                                       | 清     |                                                      |      |
| 平滩川主庙   | 重庆市铜梁区         |                                       | 清     |                                                      |      |
| 二圣万天宫   | 重庆市巴南区         | 巴南区文物保护单位 （二圣戏楼）       | 清     | 仅存戏楼                                             |      |
| 双江惠民宫   | 重庆市潼南县         |                                       | 清     |                                                      |      |
| 万足万天宫   | 重庆市彭水县         |                                       | 清     |                                                      |      |
| 下坝川主庙   | 贵州省贵阳市乌当区   | 贵阳市文物保护单位                    | 清     |                                                      |      |
| 枧坝万天宫   | 贵州省绥阳县         |                                       | 清     |                                                      |      |
| 云县川主庙   | 云南省云县           | 云县文物保护单位                      | 1934年 |                                                      |      |

## 歷代褒封
1. 唐朝
  1. 唐太宗賜「神勇大將軍」
  2. 唐玄宗賜「赤誠王」
2. 宋朝
  1. 宋太祖開寶七年（公元975年）封李冰「廣濟王」
  2. 宋真宗封趙昱「清源妙道眞君」
3. 元朝
  1. 元文宗至順元年(公元1330年)封李冰「聖德廣裕英惠王」
4. 清朝
  1. 清世宗雍正五年(公元1727年)加封李冰「敷澤興濟通佑王」
  2. 清德宗光緒三年(公元1887年)加封李冰「通佑顯英王」
  3. 清德宗光緒四年(公元1888年)加封李冰「通佑顯惠襄護王」

## 註記
1. ↑  《說文新附》釋「祆」，稱：「祆，胡神也。從示天聲。火千切[5]